# Viganj
Viganj – wieś w Chorwacji, w żupanii dubrownicko-neretwiańskiej, w gminie Orebić. Jest położona na półwyspie Pelješac. W 2011 roku liczyła 283 mieszkańców.
Jest topopularne miejsce uprawiania windsurfingu - rozgrywane są tu mistrzostwa kraju w tej dyscyplinie. W Viganju oprócz plażowania można skorzystać z oferty szkół nurkowania oraz windsurfingu.